# Persone di nome Damir
| Questa pagina contiene informazioni ricavate automaticamente dalle voci biografiche con l'ausilio del template Bio e di un bot. L'aggiornamento è periodico e automatico e ricostruisce completamente la pagina. Se manca una persona in questa lista, sei pregato di non aggiungerla, ma accertati piuttosto che la sua voce biografica contenga il template Bio e che i dati anagrafici siano correttamente compilati. Se il template Bio manca, inseriscilo tu stesso o, in alternativa, metti l'avviso {{tmp\|Bio}} che ne segnala la mancanza. Se i dati riportati sono sbagliati, correggi direttamente la voce biografica; le modifiche saranno visibili in questa lista entro pochi giorni. Per chiarimenti vedi il progetto antroponimi. La lista contiene solo le 55 persone che sono citate nell'enciclopedia e per le quali è stato implementato correttamente il template Bio. Pagina aggiornata al 16 ott 2024. |

Questa è una lista di persone presenti nell'enciclopedia che hanno il prenome Damir, suddivise per attività principale.

## Allenatori di calcio(4)
- Damir Burić, allenatore di calcio e ex calciatore croato (Spalato, n. 1964)
- Damir Krznar, allenatore di calcio e ex calciatore croato (Zabok, n. 1972)
- Damir Milinović, allenatore di calcio e ex calciatore croato (Fiume, n. 1972)
- Damir Čanadi, allenatore di calcio e ex calciatore austriaco (Vienna, n. 1970)

## Allenatori di calcio a 5(1)
- Damir Chamadiev, allenatore di calcio a 5 e ex giocatore di calcio a 5 russo (Sverdlovsk, n. 1981)

## Allenatori di pallacanestro(1)
- Damir Grgić, allenatore di pallacanestro sloveno (n. 1979)

## Arbitri di calcio(1)
- Damir Skomina, ex arbitro di calcio sloveno (Capodistria, n. 1976)

## Astronomi(1)
- Damir Matković, astronomo croato

## Calciatori(21)
- Damir Čakar, ex calciatore montenegrino (Pljevlja, n. 1973)
- Damir Ceter, calciatore colombiano (Buenaventura, n. 1997)
- Damir Grgić, calciatore croato (Gladbeck, n. 1992)
- Damir Jurković, ex calciatore croato (n. 1970)
- Damir Kahriman, ex calciatore serbo (Belgrado, n. 1984)
- Damir Kalapač, ex calciatore croato (Zara, n. 1963)
- Damir Kojašević, calciatore montenegrino (Podgorica, n. 1987)
- Damir Kreilach, calciatore croato (Vukovar, n. 1989)
- Damir Lesjak, ex calciatore croato (Čakovec, n. 1967)
- Damir Maričić, ex calciatore jugoslavo (Pola, n. 1959)
- Damir Mehić, calciatore svedese (n. 1987)
- Damir Miranda, calciatore boliviano (Santa Cruz de la Sierra, n. 1985)
- Damir Pekič, ex calciatore sloveno (Nova Gorica, n. 1979)
- Damir Rašić, calciatore croato (Spalato, n. 1988)
- Damir Sadiković, calciatore bosniaco (Colonia, n. 1995)
- Damir Stojak, ex calciatore serbo (Novi Sad, n. 1975)
- Damir Vrančić, ex calciatore bosniaco (Slavonski Brod, n. 1985)
- Damir Vuica, ex calciatore croato (Osijek, n. 1972)
- Damir Zlomislić, calciatore bosniaco (Konjic, n. 1991)
- Damir Čerkić, ex calciatore jugoslavo (Mostar, n. 1969)
- Damir Šovšić, calciatore croato (Goražde, n. 1990)

## Canottieri(1)
- Damir Martin, canottiere croato (Vukovar, n. 1988)

## Cantanti(1)
- Damir Kedžo, cantante croato (Castelmuschio, n. 1987)

## Cestisti(9)
- Damir Krupalija, ex cestista bosniaco (Sarajevo, n. 1979)
- Damir Markota, cestista croato (Sarajevo, n. 1985)
- Damir Milačić, ex cestista e allenatore di pallacanestro croato (Slavonski Brod, n. 1975)
- Damir Mirković, ex cestista bosniaco (Sarajevo, n. 1977)
- Damir Mršić, ex cestista bosniaco (Tuzla, n. 1970)
- Damir Mulaomerović, ex cestista e allenatore di pallacanestro croato (Tuzla, n. 1974)
- Damir Rančić, ex cestista e allenatore di pallacanestro croato (Spalato, n. 1983)
- Damir Šolman, cestista jugoslavo (Zagabria, n. 1949 - Spalato, † 2023)
- Damir Tvrdić, ex cestista croato (Spalato, n. 1968)

## Giocatori di calcio a 5(1)
- Damir Puškar, ex giocatore di calcio a 5 sloveno (Lubiana, n. 1987)

## Militari(1)
- Damir Krstičević, ex militare e politico croato (Vergoraz, n. 1969)

## Nuotatori(1)
- Damir Dugonjič, nuotatore sloveno (Ravne na Koroškem, n. 1988)

## Pallamanisti(1)
- Damir Bičanić, ex pallamanista e dirigente sportivo croato (Vukovar, n. 1985)

## Pallanuotisti(3)
- Damir Burić, pallanuotista croato (Pola, n. 1980)
- Damir Glavan, pallanuotista croato (Fiume, n. 1974)
- Damir Polić, ex pallanuotista jugoslavo (Spalato, n. 1953)

## Politici(1)
- Damir Bajs, politico croato (Pakrac, n. 1964)

## Pugili(1)
- Damir Škaro, ex pugile croato (Zagabria, n. 1959)

## Registi(1)
- Damir Alekseevič Vjatič-Berežnych, regista sovietico (Mosca, n. 1925 - Mosca, † 1993)

## Scrittori(1)
- Damir Feigel, scrittore e umorista sloveno (Idria, n. 1879 - Gradiscutta in Val Vipacco, † 1959)

## Stilisti(1)
- Damir Doma, stilista croato (Virovitica, n. 1981)

## Tennisti(2)
- Damir Džumhur, tennista bosniaco (Sarajevo, n. 1992)
- Damir Keretić, ex tennista tedesco (Zagabria, n. 1960)

## Tiratori a segno(1)
- Damir Mikec, tiratore a segno serbo (Spalato, n. 1984)